# Октјабрски
Октјабрски (рус. Октябрьский) град је у Русији у Башкортостану. Према попису становништва из 2010. у граду је живело 109.379 становника.

## Географија

### Клима
| Клима Октјабрског                  | Клима Октјабрског | Клима Октјабрског | Клима Октјабрског | Клима Октјабрског | Клима Октјабрског | Клима Октјабрског | Клима Октјабрског | Клима Октјабрског | Клима Октјабрског | Клима Октјабрског | Клима Октјабрског | Клима Октјабрског | Клима Октјабрског |
| Показатељ \ Месец                  | .Јан.             | .Феб.             | .Мар.             | .Апр.             | .Мај.             | .Јун.             | .Јул.             | .Авг.             | .Сеп.             | .Окт.             | .Нов.             | .Дец.             | .Год.             |
| ---------------------------------- | ----------------- | ----------------- | ----------------- | ----------------- | ----------------- | ----------------- | ----------------- | ----------------- | ----------------- | ----------------- | ----------------- | ----------------- | ----------------- |
| Просек, °C (°F)                    | −11,2 (11,8)      | −11,0 (12,2)      | −5,9 (21,4)       | 4,6 (40,3)        | 13,8 (56,8)       | 19,1 (66,4)       | 20,9 (69,6)       | 18,3 (64,9)       | 12,5 (54,5)       | 4,5 (40,1)        | −4,8 (23,4)       | −10,4 (13,3)      | 4,3 (39,7)        |
| Извор: NASA. База данных RETScreen |                   |                   |                   |                   |                   |                   |                   |                   |                   |                   |                   |                   |                   |

## Становништво
Према прелиминарним подацима са пописа, у граду је 2010. живело 109.379 становника, 732 (0,67%) више него 2002.
| 1959.  | 1970.  | 1979.  | 1989.   | 2002.   | 2010.   |
| ------ | ------ | ------ | ------- | ------- | ------- |
| 64.717 | 77.054 | 88.030 | 104.732 | 108.647 | 109.474 |